# 2010 en philosophie
Chronologie de la philosophie
- 2006
- 2007
- 2008
- 2009
- 2010
- 2011
- 2012
- 2013
- 2014

L’année 2010 a été marquée, en philosophie, par les événements suivants :

## Publications
- Le Crépuscule d'une idole : l'affabulation freudienne, de Michel Onfray.
- Capitalisme, désir et servitude, de Frédéric Lordon.
- Récusations des doctrines philosophiques et autres opuscules, de Francis Bacon, éditions Hermann.

### Rééditions
- Antoine Arnauld et Claude Lancelot, Grammaire générale et raisonnée : contenant les fondements de l'art de parler, expliqués d'une manière claire et naturelle, les raisons de ce qui est commun à toutes les langues, et des principales différences qui s'y rencontrent, présentation de Jean-Marc Mandosio, Allia, 2010.  (ISBN 978-2-84485-337-0)

- Blaise Pascal :  Pensées, opuscules et lettres, éd. par Philippe Sellier, Paris, Éditions Classiques Garnier, coll. « Bibliothèque du XVIIe siècle », 2010.

### Traductions
- Thomas Hobbes : The Elements of Law Natural and Politic. (1640), EW IV 1-228.
  - Éléments de droit naturel et politique, traduction de Delphine Thivet, tome II des Œuvres de Hobbes, Paris, Vrin, 2010.

## Décès
- 14 avril : Alice Miller, docteur en philosophie et psychologie, dissidente de la psychanalyse, née en 1923.